# ОРМ (двигатель)
ОРМ (Опытный Ракетный Мотор) — экспериментальный жидкостный ракетный двигатель. Создан в ГДЛ В. П. Глушко в 1931 году, одновременно с двигателем ОРМ-1 и применялся для изучения условий безопасной работы с жидким монотопливом. Топливо — бензол, толуол, бензин; окислитель — четырёхокись азота; Тяга до 60 Н; Объём камеры сгорания — 140 см³. Топливо и окислитель были заранее смешаны. Зажигание осуществлялось пиротехнически.
В 1931 году прошёл 46 стендовых огневых испытаний. Двигатель имел набор сопел, крешерный прибор для измерения максимального давления, предохранительный клапан и электропирозажигательное устройство.